# Saint-Jean-lès-Buzy
Saint-Jean-lès-Buzy è un comune francese di 313 abitanti situato nel dipartimento della Mosa nella regione del Grand Est.

## Società

### Evoluzione demografica
Abitanti censiti